# (466457) 2013 TZ107
(466457) 2013 TZ107 es un asteroide perteneciente al cinturón de asteroides, descubierto el 29 de agosto de 2006 por el equipo Spacewatch desde el Observatorio Nacional de Kitt Peak (Arizona, Estados Unidos).